# Jean-François Fauchille
Jean-François Fauchille (ur. 24 listopada 1947, zm. 13 stycznia 2014) – francuski pilot rajdowy. Pracował m.in. z Bruno Sabym pod koniec lat 80. Pilotował ponadto takich kierowców, jak Jean-Louis Clarr, Bernard Béguin, Franz Hummel, Christian Dorche, Alain Ambrosino, Guy Fréquelin czy Carlos Reutemann.
Jako pilot Guya Fréquelina w 1983 roku został mistrzem Francji i wicemistrzem Europy. Ogółem jako pilot odniósł zwycięstwo w 18 rajdach, w tym dwóch rajdach mistrzostw świata.